# Mollisina flava
Mollisina flava är en svampart som beskrevs av Arendh. 1979. Mollisina flava ingår i släktet Mollisina och familjen Hyaloscyphaceae.   Inga underarter finns listade i Catalogue of Life.